# Emanations of the Black Light
Emanations of the Black Light – pierwszy album studyjny polskiej grupy muzycznej Deus Mortem. Wydawnictwo ukazało się 25 lutego 2013 roku nakładem wytwórni muzycznej Strych Promotions w dystrybucji Witching Hour Productions i Malignant Voices. Nagrania zostały zarejestrowane w 2010 roku we współpracy z inżynierem dźwięku Arkadiuszem "Maltą" Malczewskim. Miksowanie i mastering wykonali bracia Wojciech i Sławomir Wiesławscy w białostockim Hertz Studio.

## Lista utworów
Opracowano na podstawie materiału źródłowego.
1. "Into the Forms of Flesh" - 06:28
2. "It Starts to Breathe Inside" - 06:46
3. "Receiving the Impurity of Jeh" - 04:26
4. "The Shining" - 06:26
5. "The Harvest" - 05:25
6. "Ceremony of Reversion p.1" - 08:22
7. "Emanation" - 05:54

## Twórcy
Opracowano na podstawie materiału źródłowego.
| - Marek "Necrosodom" Lechowski - śpiew, gitara, gitara basowa - Zbigniew "Inferno" Promiński - perkusja - Arkadiusz "Malta" Malczewski - inżynieria dźwięku - Sławomir i Wojciech Wiesławcy - miksowanie, matering |  | - Ihasan - oprawa graficzna, logo - Aga Krysiuk - zdjęcia - Mikołaj "M." Żentara - projekt graficzny |